# تنظيم السكر في الدم

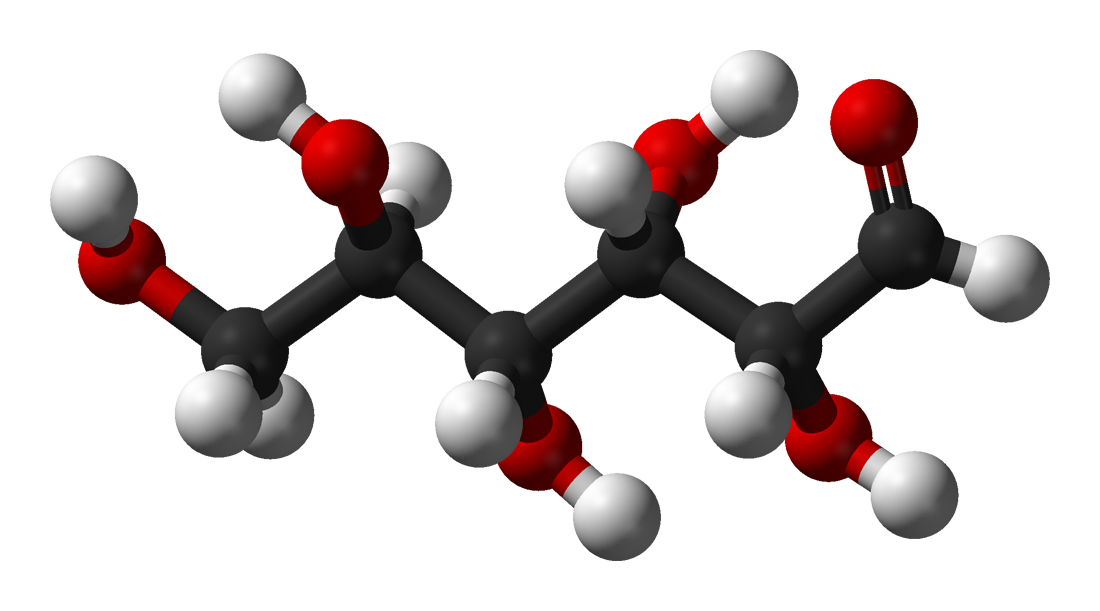
نموذج من الكرة والعصا لجزئ جلوكوز

تنظيم السكر في الدم هي العملية التي من خلالها يتم الحفاظ على مستويات سكر الدم، بشكل رئيسي الجلوكوز، عن طريق الجسم في نطاق ضيق. هذا التنظيم المحكم يسمى استتباب الجلوكوز. الإنسولين، الذي يخفض سكر الدم، والجلوكاجون، الذي يرفعه، هما الأكثر شهرة من بين الهرمونات المشتركة في تنظيم السكر، إلا أن الاكتشافات الحديثة لهرمونات منظمة للسكر وسعت من فهم تلك العملية.

## الآليات

تنظيم السكر في الدم. الخط المسطح هو المستوى المطلوب والموجة الجيبية هي التذبذبات.

يتم تنظيم السكر في الدم عن طريق الارتجاع السلبي للمحافظة على الجسم في حالة توازن (استتباب). تتم مراقبة مستويات الجلوكوز في الدم بالعديد من الأنسجة، لكن الخلايا في جزر لانجرهانس في البنكرياس هي الأهم والأكثر فهما.

### جلوكاجون
إذا نقص مستوى الجلوكوز في الدم إلى مستويات خطيرة (كما يحدث أثناء التمارين الثقيلة جدا، أو نقص الغذاء لفترات ممتدة)، تفرز خلايا ألفا البنكرياسية هرمون الجلوكاجون، وهو هرمون يعمل على الكبد لزيادة مستويات الجلوكوز في الدم. حيث يقوم بتحويل الجلايكوجين إلى جلوكوز (تسمى هذه العملية تحلل الجليكوجين). يتم تحرير الجلوكوز إلى تيار الدم، ما يزيد من السكر في الدم. نقص سكر الدم، تتم معالجته عن طريق استعادة مستوى الجلوكوز في الدم إلى المستوى الطبيعي عن طريق تناول الديكستروز أو السكريات. تلك الحالة غالبا يتم تشخيصها وعلاجها ذاتيًا عن طريق تناول وجبات متوازنة. في الحالات الأكثر صعوبة، يتم علاجها عن طريق حقن أو ضخ الجلوكاجون.

### إنسولين
حين ترتفع مستويات سكر الدم، سواء بسبب تحويل الجلايكوجين، أو تناول وجبة ما، يتم إفراز هرمون مختلف من خلايا بيتا الموجودة في جزر لانجرهانس في البنكرياس. ذلك الهرمون، الإنسولين، يجعل الكبد يحول المزيد من الجلوكوز إلى جلايكوجين (تسمى هذه العملية تكون الجليكوجين)، ويجبر نحو ثلثي خلايا الجسم (خلايا العضلات والنسيج الدهني بشكل رئيسي) على التقاط الجلوكوز من الدم عن طريق الناقل GLUT4، وبالتالي يخفض مستوى سكر الدم. حين يرتبط الإنسولين بالمستقبلات على سطح الخلية، تأتي الحويصلات المحتوية على الناقل GLUT4 إلى الغشاء الخلوي وتتحد معًا عن طريق عملية الإدخال الخلوي، ممكنة الجلوكوز من دخول الخلية عن طريق الانتشار المسهل. بمجرد دخول الجلوكوز إلى الخلية، يتم فسفرته إلى جلوكوز-6-فوسفات من أجل المحافظة على تدرج التركيز لكي يستمر الجلوكوز في دخول الخلية. يوفر الإنسولين كذلك إشارات لأجهزة الجسم المختلفة، وهو المنظم الرئيسي للتحكم الأيضي في البشر.
توجد أيضًا أسباب أخرى عديدة لزيادة مستويات السكر في الدم. من بينها هرمونات «التوتر» مثل الأدرينالين، والعديد من مركبات الستيرويد، والعدوى، والرضة، وبالطبع تناول الطعام.
ينتج مرض السكري النوع الأول عن غياب إفراز الإنسولين أو إفرازه بشكل غير كافٍ، فيما ينتج النوع الثاني بشكل رئيسي إلى نقص الاستجابة للإنسولين في أنسجة الجسم (مقاومة الإنسولين). كلا نوعي مرض السكري، إذا لم يتم علاجهما، يتسببان في ارتفاع كبير جدا في مستوى الجلوكوز في الدم (فرط سكر الدم) والعديد من المضاعفات. كذلك، فإن الكثير جدا من الإنسولين، أو التمارين بدون تناول طعام كافي في مرضى السكر قد يؤدي إلى انخفاض مستوى الجلوكوز (نقص سكر الدم).

## الهرمونات التي تؤثر على مستوى الجلوكوز في الدم
| الهرمون                       | مصدر إفرازه             | التأثير الأيضي | التأثير على الجلوكوز في الدم |
| ----------------------------- | ----------------------- | --- | ---------------------------- |
| إنسولين                       | خلية بيتا البنكرياسية   | 1) يعزز دخول الجلوكوز إلى الخلايا 2) يعزز تخزين الجلوكز في صورة جلايكوجين أو تحويله إلى أحماض دهنية 3) يعزز تصنيع الأحماض الدهنية والبروتينات 4) يقمع إنحلال البروتينات إلى أحماض أمينية، والنسيج الدهني إلى أحماض دهنية حرة. | يخفض                         |
| أميلين                        | خلية بيتا البنكرياسية   | 1) يقمع إفراز الجلوكاجون بعد تناول الطعام 2) يبطئ تفريغ المعدة 3) يقلل من تناول الطعام. | يخفض                         |
| البيبتيد الشبيه بالجلوكاجون-1 | خلية إل المعوية         | 1) يعزز إفراز الإنسولين المعتمد على الجلوكوز 2) يقمع إفراز الجلوكاجون بعد تناول الطعام 3) يبطئ تفريغ المعدة 4) يقلل من تناول الطعام. (يعمل فقط حين يكون الطعام في الأمعاء)                                                    | يخفض                         |
| جلوكاجون                      | خلية ألفا البنكرياسية   | 1) يعزز تحرير الجلوكوز من الجلايكوجين (تحلل الجلايكوجين) 2) يعزز تصنيع الجلوكوز (استحداث الجلوكوز) من الأحماض الأمينية أو الدهون                                                                                              | يرفع                         |
| أسبروسين                      | النسيج الدهني الأبيض    | 1) يعزز تحرير الجلوكوز من الكبد أثناء الصيام | يرفع                         |
| سوماتوستاتين                  | خلية دلتا البنكرياسية   | 1) يقمع إفراز الجلوكاجون من خلية ألفا البنكرياسية (يعمل موضعيًا) 2) يقمع إفراز الإنسولين، وهرمونات الغدة النخامية الموجهة، والجاسترين، والسيكريتين.                                                                            | يخفض                         |
| أدرينالين                     | لب الغدة الكظرية        | 1) يعزز تحرير الجلوكوز من الجلايكوجين 2) يعزز تحرير الأحماض الدهنية من النسيج الدهني. | يرفع                         |
| كورتيزول                      | قشرة الكظرية            | 1) يعزز استحداث الجلوكوز 2) يعاكس عمل الإنسولين. | يرفع                         |
| الهرمون الموجه لقشر الكظر     | الغدة النخامية الأمامية | 1) يعزز إفراز الكورتيزول 2) يعزز تحرير الأحماض الدهنية من النسيج الدهني. | يرفع                         |
| هرمون النمو                   | الغدة النخامية الأمامية | يعاكس عمل الإنسولين. | يرفع                         |
| هرمونات الغدة الدرقية         | الغدة الدرقية           | 1) تعزز تحرير الجلوكوز من الجلايكوجين 2) تعزز امتصاص السكريات من الأمعاء | يرفع                         |

## الطعام
لوحظ أن بعض الفطريات الصالحة للأكل قادرة على خفض مستوى السكر في الدم مثل الريشي، والمايتاكي،  والغاريقون البرازيلي، بالإضافة لآخرين.
تلعب بعض الأملاح دورًا في تنظيم الجلوكوز: مثل الكروم.